# CA Tiro Federal Argentino
CA Tiro Federal Argentino is een Argentijnse voetbalclub uit Rosario.
De club werd opgericht in 1905. In 1944 maakte de club de overstap van de lokale competitie van de regio Rosario naar de Argentijnse competitie. De club speelde er in de tweede klasse tot 1949 toen deze geherstructureerd werd. In 1962 trok de club zich terug uit de competitie om terug in de liga van Rosario te gaan spelen.
Eind jaren negentig werd de club overgenomen door zakenman Carlos Dávola. Na enkele promoties promoveerde de club 100 jaar na de oprichting voor het eerst naar de Primera División. Na één seizoen werd de club terug naar de tweede klasse verwezen. In 2011 degradeerde de club naar de Torneo Argentino A, de derde klasse.